# Aruba op de Olympische Zomerspelen 2020
Aruba nam deel aan de Olympische Zomerspelen 2020 in Tokio, Japan. De selectie bestond uit 3 atleten, actief in 2 verschillende disciplines. De Arubaanse atleten wisten geen medailles te behalen.

## Atleten
Hieronder volgt een overzicht van de atleten die zich hebben verzekerd van deelname aan de Olympische Zomerspelen 2020. 
| sport       | mannen | vrouwen | totaal |
| ----------- | ------ | ------- | ------ |
| Schietsport | 1      | 0       | 1      |
| Zwemmen     | 1      | 1       | 2      |
| totaal      | 2      | 1       | 3      |

## Sporten

### Schietsport
Mannen
| atleet        | onderdeel         | kwalificaties | kwalificaties | finale         | finale         |
| atleet        | onderdeel         | punten        | rang          | punten         | rang           |
| ------------- | ----------------- | ------------- | ------------- | -------------- | -------------- |
| Philip Elhage | 10 m luchtpistool | 556           | 35            | niet geplaatst | niet geplaatst |

### Zwemmen
Mannen
| atleet           | onderdeel        | series  | series | halve finale   | halve finale   | finale         | finale         |
| atleet           | onderdeel        | tijd    | rang   | tijd           | rang           | tijd           | rang           |
| ---------------- | ---------------- | ------- | ------ | -------------- | -------------- | -------------- | -------------- |
| Mikel Schreuders | 100 m vrije slag | 49,31   | =30    | niet geplaatst | niet geplaatst | niet geplaatst | niet geplaatst |
| Mikel Schreuders | 200 m vrije slag | 1.49,43 | 33     | niet geplaatst | niet geplaatst | niet geplaatst | niet geplaatst |

Vrouwen
| atlete         | onderdeel       | series | series | halve finale   | halve finale   | finale         | finale         |
| atlete         | onderdeel       | tijd   | rang   | tijd           | rang           | tijd           | rang           |
| -------------- | --------------- | ------ | ------ | -------------- | -------------- | -------------- | -------------- |
| Allyson Ponson | 50 m vrije slag | 26,03  | 39     | niet geplaatst | niet geplaatst | niet geplaatst | niet geplaatst |